# Panama Zachodnia
Panama Zachodnia (hiszp. Panamá Oeste) – prowincja w środkowej części Panamy, położona na wybrzeżu Oceanu Spokojnego. Została utworzona 1 stycznia 2014 roku z dystryktów Arraiján, Capira, Chame, La Chorrera i San Carlos, wchodzących uprzednio w skład prowincji Panama. Jej stolicą jest La Chorrera.
Zamieszkana przez 587 497 osób (2018, szacowane).